# Compuerta
Compuerta ist eine Ortschaft im südamerikanischen Andenstaat Bolivien.

## Lage im Nahraum
Compuerta ist neben der Hauptstadt Tarija und der städtischen Gemeinde Portillo einzige nichtstädtische Ortschaft des Kanton Tarija im Municipio Tarija in der Provinz Cercado. Die Stadt liegt am linken, östlichen Ufer des Río Nuevo Guadalquivir, der flussabwärts unterhalb von Tarija nach der Vereinigung mit dem Río Camacho den Namen Río Tarija trägt.

## Geographie
Compuerta liegt günstig zwischen den verschiedenen Klimazonen des Landes am Rande der Anden, so dass meist mildes und angenehmes Wetter herrscht (siehe Klimadiagramm Tarija). In der Regenzeit zwischen Dezember und Februar (Sommermonate) kommt es häufig zu wolkenbruchartigen Gewittern. Der Rest des Jahres ist ausgesprochen niederschlagsarm.
Durch die jahrhundertelange Rodung ist die Landschaft erodiert und die Region um Tarija von kahlen Bergketten umrahmt. Früher einmal war das Gebiet um Tarija die Getreidekammer Boliviens. Heute besteht der Reichtum der Region neben der Landwirtschaft im Erdgas.

## Verkehrsnetz
Compuerta liegt in einer Entfernung von sechs Straßenkilometern nördlich von Tarija, der Hauptstadt des Departamentos.
Durch Tarija verläuft in Süd-Nord-Richtung die Nationalstraße Ruta 1, die von Bermejo an der Grenze zu Argentinien über Tarija, Potosí, Oruro und El Alto zum Titicacasee und der Grenze zu Peru führt.
Vier Kilometer nördlich des Stadtzentrums von Tarija überquert die Ruta 1 in nordwestlicher Richtung den Río Nuevo Guadalquivir; kurz vorher biegt eine Nebenstraße von der Ruta 1 in nördlicher Richtung ab, die über Compuerta weiter nach San Mateo und nach Monte Centro führt.

## Bevölkerung
Die Einwohnerzahl der Ortschaft ist bedingt durch die Anziehungskraft der Großstadt im vergangenen Jahrzehnt deutlich angestiegen:
| Jahr | Einwohner         | Quelle       |
| ---- | ----------------- | ------------ |
| 1992 | keine Detaildaten | Volkszählung |
| 2001 | 239               | Volkszählung |
| 2012 | 598               | Volkszählung |
| 2024 |                   | Volkszählung |